# Penanggalan
 (septembre 2023).
Si vous disposez d'ouvrages ou d'articles de référence ou si vous connaissez des sites web de qualité traitant du thème abordé ici, merci de compléter l'article en donnant les références utiles à sa vérifiabilité et en les liant à la section « Notes et références ».

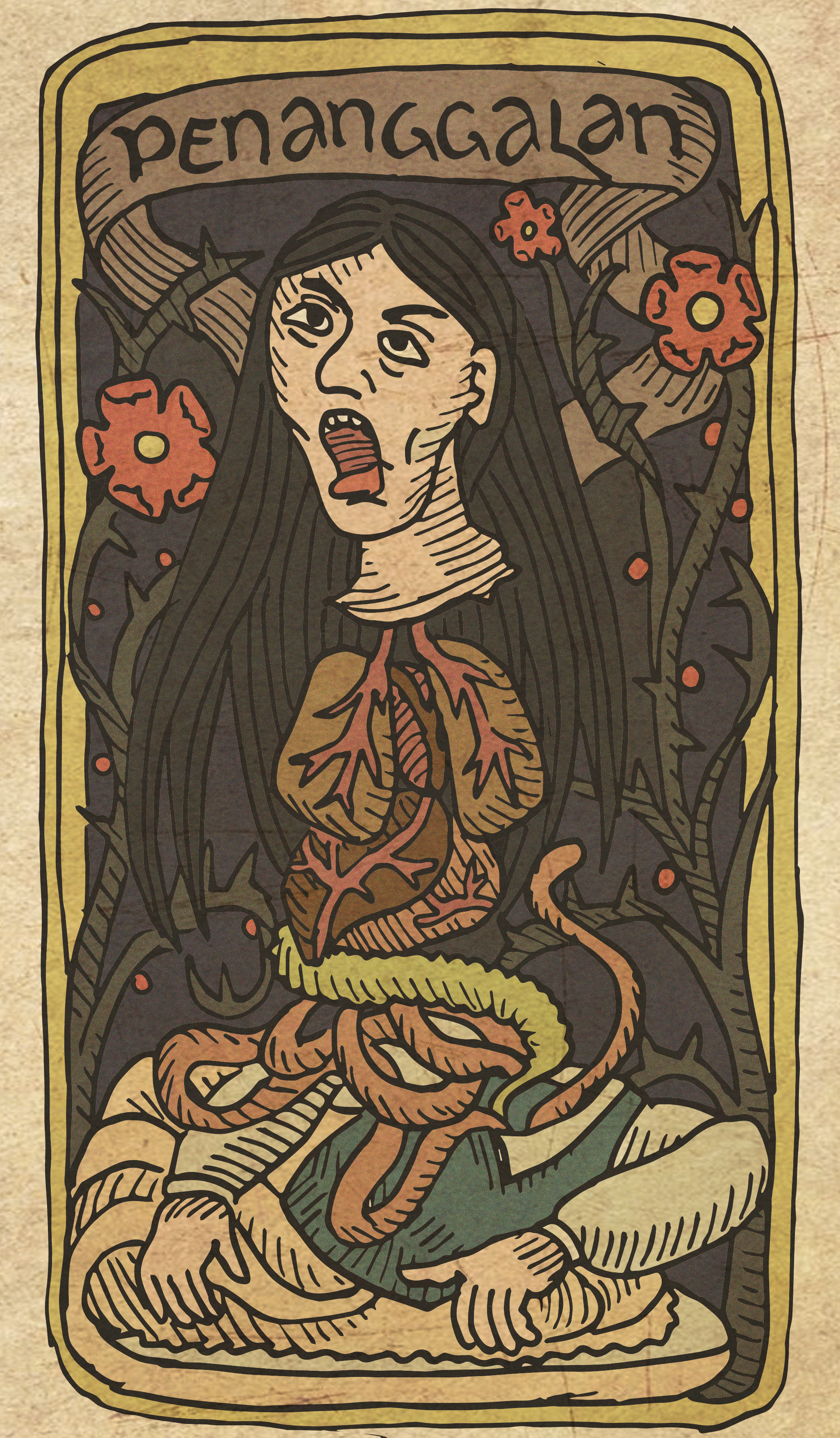
Penanggalan détache sa tête

Le Penanggalan (ou Hantu Penanggal) est un fantôme du folklore malais qui ressemble au vampire européen. Il est connu sous les noms de Krasue en Thaïlande, Kasu au Laos, Ap au Cambodge et Leyak à Bali.
Proche du Manananggal des Philippines, le terme Penanggal (ou Penanggalan) signifie « qui se détache ».
C'est l'un des morts-vivants les plus communs en Malaisie. Souvent, il s'agit seulement d'une tête de femme -ces vampires sont toujours féminins-, flottant dans les airs, la bouche cernée de sang et traînant ses intestins derrière elle. Le Penanggalan est habituellement contrôlé par un esprit malfaisant ou un sorcier maléfique.
Les vampires malaisiens voyagent surtout la nuit, en volant dans les airs.
Ils ont des dents très acérées et des yeux écarquillés, avec lesquels ils peuvent voir assez clairement dans le noir.
Parfois, ils émettent un cri épouvantable avant d'attaquer les jeunes enfants ou les femmes enceintes. En fait, chaque Penanggalan a été mère de son vivant avant de mourir en couches et de se transformer en cet être horrible.
Après avoir mangé, le Penanggalan retourne dans sa tombe, où la tête et le reste du corps se réunissent. S'il est attaqué, il peut cracher du feu par ses narines pour brûler son assaillant.

## Pour lutter contre le Penanggalan (mythologie)
1. Essayez d'attirer la créature dans un buisson qui agrippera ses entrailles. Elle sera quasi impuissante.
2. Sinon, enfermez-là dans une boîte ou un coffre. Toutefois, prenez garde, elle peut se changer en fumée.
3. Bouchez vos oreilles pour vous protéger de son épouvantable cri.
4. Pour tuer un Penanggalan, trouvez sa tombe et brûlez le corps à l'intérieur. C'est extrêmement dangereux[2].